# 이삼순
이삼순(李三順, 1963년 3월 21일~)은 대한민국의 제6·8대 경기도의원이었다. 경기도 양평군 출신이다.

## 학력
- 1970.03~1976.02 성남초등학교 졸업
- 1976.03~1979.02 숭신여자중학교 졸업
- 1979.03~1982.02 숭신여자고등학교 졸업
- 1982.03~1986.02 신구대학교 졸업
- 2001~2005 평택대학교 사회복지학 학사 졸업
- 2006~2009 평택대학교 대학원 사회복지학 노인및케어복지 석사 졸업

### 비학위 수료
- 2011~2014 강남대학교 사회복지전문대학원 사회복지학 박사 수료

## 경력
- 신구대학 강사
- 숭신여자고등학교 총동문회장
- 성남혜은학교 운영위원장
- 2004.06~2006.06 제6대 경기도의회 의원
- 2004.06~2006.06 제6대 경기도의회 예산결산위원회 의원
- 2004.06~2006.06 제6대 경기도의회 지방자치위원회 간사
- 2004.06~2006.06 제6대 경기도의회 장애인 특별위원회 간사
- 2004.06~2006.06 제6대 경기도의회 사회복지위원회 위원
- 2004.06~2006.06 제6대 경기도의회 청소년위원회 의원
- 2004.08~2006.08 경기도 노인 복지기금운용심의위원회 위원
- 2005.12 경기도도립노인전문병원 위탁기간 연장을 위한 심의위원회 위원
- (사)성남시 사회복지협의회 이사
- 성남시 중학교배정 추천관리위원
- 열린우리당 수도권균형발전특별위원회 부위원장
- 2006.03~2008.03 경기도 제1사회복지위원회 위원
- 2007.11~2007.12 제17대 대통령선거 대통합민주신당 정동영 후보 중앙선거대책위원회 유세연수본부 중앙연설원
- 2007.12~2007.12 제17대 대통령선거 대통합민주신당 중앙선거대책위원회 조직위원회 부위원장
- 2010.01~2010.10 민주당 중앙당 부대변인
- 2010.07~2014.06 제8대 경기도의회 의원
- 2010.07~2014.06 제8대 경기도의회 부의장
- 민주당 경기도당 여성위원장
- 2011.08~한국스카우트 경기북부연맹 부연맹장
- 2011.08~2012.08 남양주교육발전협의회 위원
- 2011.10~2013.10 한국웅변단체총연합회 중앙회장
- 2012.04~2013.12 경기지역암센터 지역암관리협의체 위원
- 2012.04~2013.04 대한노인회 경기도연합회 자문위원
- 2012.05~2012.06 민주당 중앙당 부대변인
- 2013.01~경기도 사회복지사협회 자문위원
- 2013.03~2014.03 생활개선중앙연합회 생활개선회 명예회원
- 2013.05 남양주소방서 명예소방관, 소방정책 자문위원
- 2013.07~2015.02 민주당 전국여성위원회 운영위원
- 2013.09~2015.09 국회 지방3정 발전연구회 자문위원
- 2013.10~2014.03 민주당 중앙당 부대변인
- 2014.03~2015.02 새정치민주연합 부대변인
- 2014.08~2016.08 인하대학교 초빙교수
- 2015.04~퇴계원중학교 학교운영위원회 위원장
- 2016.02~2018.02 국민의당

## 수상
- 2013 제2회 경기언론인연합회 의정상 지방자치 광역대상
- 2014 제10회 경기도 사회복지사 대회 자랑스런 사회복지사

## 서적
- 2004년 삼순아, 뭐하니?
- 2014년 삼순이의 토닥토닥

## 역대 선거 결과
|  | 37.1% |

|  | 29.96% |

|  | 37.35% |